# Jezioro Lubiszewskie
Jezioro Lubiszewskie (kasz. Jezoro Lëbieszewsczé) – przepływowe jezioro rynnowe w Polsce, położone w województwie pomorskim, w powiecie kościerskim, w gminie Lipusz, koło Lubiszewa, w mezoregionie Bory Tucholskie.

## Charakterystyka
"Lipuski Obszar Chronionego Krajobrazu". Lubiszewskie zajmuje powierzchnię 77 ha, przepływa przez nie Wda (szlak kajakowych spływów). 
Jezioro znajduje się na północ od Lipusza.